# 日本工芸
日本工芸株式会社 (にほんこうげいかぶしきがいしゃ、英: Japanese Crafts Co., Ltd.) は、東京都渋谷区に事務所を構える日本の伝統工芸品の販売を中心とした事業を展開する会社である。
日本の伝統工芸品を世界中に届けるセレクトショップ「日本工芸堂」を運営している。

## 概要
日本工芸株式会社の代表を務める松澤斉之が2016年末に東京都渋谷区に創業した。代表の松澤はアマゾンジャパンのホーム事業部でシニアバイヤーとして従事していた経験から、日本全国の工房や制作現場を周っていた。日本全国の現場をまわり、職人・メーカー様のものづくりへのこだわりや歴史との関連、日本の伝統工芸品の精緻さや美しさに感銘を受けると同時に「これらの素晴らしさが十分に市場に伝わっていない」という課題感から日本工芸株式会社の創業を決意した。

## 沿革
- 2016年
  - 日本工芸株式会社創業
  - 日本工芸堂をリリース
- 2018年
  - 総務省主催「地域の魅力発信！移住交流フェア」の体感ゾーンにて伝統工芸コーナーの企画・販売
  - monova運営「波佐見焼の展示販売会」出展
- 2019年
  - 東京都中小企業振興公社主導「越境ECを活用したプロモーション支援事業」に審査員として参加
- 2021年
  - 独立行政法人中小企業基盤整備機構「地域活性化パートナー」として登録承認[2]
  - 「とちぎの器」魅力向上研究会（海外展開）の構成員として委嘱[3]
  - 独立行政法人中小企業基盤整備機構主催：「虎ノ門サポートチャンネル」に登壇
  - 東京国際フォーラム開催「出会う”日本の手仕事” 関東甲信越静地域の伝統的工芸品」にて伝統工芸品の展示・登壇
  - (公社)福岡県物産振興会主催講演会に登壇
  - ふくしまみらいチャレンジ合同商品評価会にバイヤー参加

## 事業内容
EC事業
厳選した日本の工芸品を世界へ届ける通販サイト「日本工芸堂」運営。工芸品をセレクトし仕入れ、国内外に向け自社オンラインにて販売
海外販売事業
日本の工芸品を取り扱う国外店舗への輸出、および対象国のECモールで販売する事業者（日本国内外の）への販売事業
サポート事業
主にECでの拡販計画立案・実践サポート（以下主な対応事案）およびそれらに関する講演活動
展示販売所
東京都中央区湊3-5-2 itadakiビル2F（事前予約制）

## 参考
- 私が工芸の会社を興したわけ／日本工芸（株）